# Bjørn Skaare
Bjørn Skaare (* 29. Oktober 1958 in Oslo; † 21. Juni 1989 ebenda) war ein norwegischer Eishockeyspieler, der in seiner aktiven Zeit von 1976 bis 1988 unter anderem für die Detroit Red Wings in der National Hockey League gespielt hat.

## Karriere
Bjørn Skaare begann seine Karriere als Eishockeyspieler bei Färjestad BK, für dessen Profimannschaft er in der Saison 1976/77 sein Debüt in der schwedischen Elitserien gab. Anschließend verbrachte der Angreifer ein Jahr lang bei den Ottawa 67’s aus der kanadischen Juniorenliga Ontario Hockey Association, ehe er im NHL Amateur Draft 1978 in der vierten Runde als insgesamt 62. Spieler von den Detroit Red Wings ausgewählt wurde. Für das Team aus Michigan stand er als erster Norweger in der Saison 1978/79 in einem Spiel der National Hockey League auf dem Eis, wobei dies auch sein einziger Einsatz blieb. Die restliche Zeit im Franchise Detroits verbrachte er bei deren Farmteam aus der Central Hockey League, den Kansas City Red Wings. Nach dieser Spielzeit verließ er Nordamerika wieder und kehrte für zwei Jahre in seine norwegische Heimat zurück, wo er in der GET-ligaen für die Furuset IF antrat, mit dem er in der Saison 1979/80 erstmals die nationale Meisterschaft gewann.
Nachdem Skaare die Saison 1981/82 beim EC KAC in der Österreichischen Eishockey-Liga verbracht hatte, für den er in 38 Spielen 38 Tore erzielte und ebenfalls 38 Vorlagen gab, unterschrieb er erneut bei Furuset aus der norwegischen Hauptstadt Oslo, mit dem er 1983 erneut Meister wurde und für das er bis 1985 spielte. Die Saison 1983/84 beendete der Nationalspieler und Olympiateilnehmer allerdings in der CHL bei den Tulsa Oilers, verließ die Mannschaft nach Auflösung der Liga jedoch im Sommer nach nur elf Spielen wieder. Bis zu seinem Karriereende im Anschluss an die Saison 1987/88 stand Skaare neben Furuset auch bei den Bergen/Djerv und dem SK Djerv in der 1. divisjon unter Vertrag. Am 21. Juni 1989 starb er im Alter von 30 Jahren an den Folgen eines Autounfalles nahe seiner Heimatstadt Oslo.

### International
Für Norwegen nahm Skaare an den B-Weltmeisterschaften 1979 und 1981 sowie den Olympischen Winterspielen 1984 in Sarajevo teil.

## Erfolge und Auszeichnungen
| - 1980 Norwegischer Meister mit Furuset IF - 1980 All-Star-Team der 1. divisjon - 1981 Gullpucken - 1981 All-Star-Team der 1. divisjon - 1982 Kärntner Eishockey Superstar des Jahres | - 1983 Norwegischer Meister mit Furuset IF - 1983 All-Star-Team der 1. divisjon - 1984 All-Star-Team der 1. divisjon |